# Jurjevič
Jurjevič je priimek v Sloveniji, ki ga je po podatkih Statističnega urada Republike Slovenije na dan 1. januarja 2010 uporabljalo 66 oseb.

## Znani nosilci priimka
- Andrej Jurjevič (*1964), veteran vojne za Slovenijo, višji praporščak SV, poveljnik zastavonoš, publicist
- Irena Jurjevič, umetna obrt: slikanje na porcelan, steklo in keramiko
- Tomaž Jurjevič, kipar (ok. 1713)